# Psalistopoides fulvimanus
Psalistopoides fulvimanus is een spinnensoort in de taxonomische indeling van de bruine klapdeurspinnen (Nemesiidae).
Psalistopoides fulvimanus werd in 1934 beschreven door Mello-Leitão.